# Spoorlijn Duisburg-Ruhrort Hafen - Oberhausen West
De spoorlijn Duisburg-Ruhrort Hafen - Oberhausen West is een Duitse spoorlijn en is als spoorlijn 2302 onder beheer van DB Netze.

## Geschiedenis
Het traject werd door de Preußische Staatseisenbahnen geopend op 10 maart 1908.  

## Aansluitingen
In de volgende plaatsen is of was er een aansluiting op de volgende spoorlijnen:
Duisburg-Ruhrort Hafen
DB 2301, spoorlijn tussen Duisburg-Ruhrort Hafen en Duisburg-Meiderich Süd
DB 2307, spoorlijn tussen de aansluiting Ruhrtal en Duisburg-Ruhrort Hafen
Duisburg-Ruhrort Hafen Bt
DB 2303, spoorlijn tussen Duisburg-Ruhrort Hafen en Alstaden
DB 2327, spoorlijn tussen Duisburg-Ruhrort Hafen en de aansluiting Walzwerk
Oberhausen West
DB 2281, spoorlijn tussen Oberhausen West en Oberhausen Hbf Obo
DB 2283, spoorlijn tussen Oberhausen Hbf en Oberhausen West
DB 2304, spoorlijn tussen Duisburg-Meiderich Ost en Oberhausen West
DB 2320, spoorlijn tussen Duisburg-Wedau en Oberhausen-Osterfeld Süd
DB 2327, spoorlijn tussen Duisburg-Ruhrort Hafen en Oberhausen Walzwerk
DB 2331, spoorlijn tussen Moers Meerbeck en Oberhausen Walzwerk

## Elektrificatie
Het traject werd in 1975 geëlektrificeerd met een wisselspanning van 15.000 volt 16⅔ Hz.